# 両備軽便鉄道1号形蒸気機関車
1号形は、1914年（大正3年）の開業に当たって、両備軽便鉄道（後の両備鉄道）が用意したタンク式蒸気機関車である。
なお、両備軽便鉄道では形式を付与していなかったため、この呼称は便宜的に付与したものである。本稿では、同時に導入された若干小形の機関車についても、併せて記述する。

## 概要
開業に当たって両備軽便鉄道が用意した機関車は、ドイツのヘンシェル製で車軸配置0-4-0(B)の2気筒単式飽和式タンク機関車5両であった。カタログにも掲載されている、ヘンシェルの既成設計の機関車で、高田商会の取扱いであった。この際、両備軽便鉄道は、10トン級60HP機関車2両と9トン級50HP機関車3両の2種を導入している。前者が製造番号 12340, 12341、番号は逆順位の2, 1、後者が製造番号 12308 - 12310、番号はこちらも逆順位で5, 4, 3 である。5両とも1913年（大正2年）製である。両者は、軸距が1,400mmで同一であるが、10トン機の方がボイラーが350mm、全長が160mm長く、シリンダーが若干大きくて、その分水と石炭の積載量が増していた。サイドタンクは石炭庫で、水タンクはすべてウェルタンクであった。
これらは、やや大型の機関車が導入されるに及び次々と売却され、1933年（昭和8年）8月1日の国有化に際して直接鉄道省籍を得たのは1のみであった。この機関車は、ケ130形（ケ130）と改番された。その後は、糸崎機関庫福山分庫に配置され鉄道省福塩線の改軌工事に使用されたが、1934年（昭和9年）に国有化により分社化されていた神高鉄道に貸し渡され、高屋川で採取された砂利を福塩南線の工事用に運搬するのが任務であった。廃車は、1936年（昭和11年）3月であった。
最も早く売却されたのは、1918年（大正7年）5月に東洋製糖（後の大日本製糖→大東糖業）に売却された4であった。同機は南大東島に配属され、1として1964年（昭和39年）1月まで使用された。続いて1923年（大正12年）1月に3、1926年（大正15年）12月に5が、いずれも大阪曽根崎の阪田商会に売却された。その後の消息の詳細は明らかでないが、1両は戦後に台湾糖業公司の151となっているので、2両とも台湾に持ち込まれたものとみられる。
残る2については、1925年（大正14年）10月に愛媛鉄道に売却されて、同社の5となっている。こちらも1933年10月1日付けで国有化されているが、どういう訳か両備鉄道1とは異なるケ140形（ケ140）とされている。両機は本来全く同形の機関車であり、国有化に際しても同形式とされるべきであった。廃車は、愛媛線改軌後の1936年である。

4号機は東壷川公園に保存されている。

## 主要諸元
「/」の後の数値は、9トン機（3 - 5）の数値である。
- 全長：5,490mm/5,330ｍｍ
- 全高：2,800mm
- 軌間：762mm
- 車軸配置：0-4-0(B)
- 動輪直径：630mm
- 弁装置：ワルシャート式
- シリンダー（直径×行程）：235mm×300mm/220mm×300mm
- ボイラー圧力：12.0kg/cm2
- 火格子面積：0.45m2/0.40m2
- 全伝熱面積：22.04m2/18.50m2
- 煙管伝熱面積：20.14ｍ2/16.75m2
- 火室伝熱面積：1.90ｍ2/1.75m2
- 煙管（直径×管板間長さ×数）：38ｍｍ×2,200ｍｍ×76/38ｍｍ×1,850ｍｍ×76
- 機関車運転整備重量：10.1t/9.4t
- 機関車動輪上重量（運転整備時）：10.1t/9.4t
- 水タンク容量：0.80m3/0.75m3
- 燃料積載量：0.36t/0.32t
- 機関車性能
  - シリンダ引張力（0.85P）：2,680kg/2,350kg
- ブレーキ方式：手ブレーキ